# Hemipristis
Genre
Hemipristis est un genre de requins vivant à l'époque Oligocène ou Miocène.

## Liste d'espèces
Selon FishBase (29 avril 2014) :
- Hemipristis elongata

Selon Paleobiology Database (29 avril 2014) :
- Hemipristis lavigniensis
- Hemipristis paucidens
- Hemipristis serra
- Hemipristis wyattdurhami